# Solférino
Solférino (okzitanisch: Vilanava de la Bohèira oder Solfrin) ist eine französische Gemeinde mit 361 Einwohnern (Stand: 1. Januar 2022) im Département Landes in der Region Nouvelle-Aquitaine (bis 2015: Aquitanien). Sie gehört zum Arrondissement Mont-de-Marsan und zum Kanton Haute Lande Armagnac.

## Geographie
Die Gemeinde Solférino liegt im Regionalen Naturpark Landes de Gascogne, etwa 50 Kilometer nordwestlich von Mont-de-Marsan und etwa 24 Kilometer östlich der Atlantikküste. Umgeben wird Solférino von den Nachbargemeinden Labouheyre im Norden, Commensacq im Nordosten, Sabres im Osten, Morcenx-la-Nouvelle im Südosten und Süden, Sindères im Südwesten, Onesse-Laharie im Südwesten und Westen, Escource im Westen sowie Lüe im Nordwesten. An der westlichen Gemeindegrenze verläuft die Autoroute A63.

## Geschichte
1863 wurde die Gemeinde gebildet. Sie bekam in Anlehnung an den italienischen Schlachtort (Schlacht von Solferino) den heutigen Namen.

## Bevölkerungsentwicklung
| Jahr                       | 1962 | 1968 | 1975 | 1982 | 1990 | 1999 | 2006 | 2012 | 2021 |
| Einwohner                  | 418  | 447  | 486  | 414  | 403  | 348  | 350  | 341  | 348  |
| Quellen: Cassini und INSEE |      |      |      |      |      |      |      |      |      |

## Sehenswürdigkeiten
- Kirche Sainte-Eugénie
- Gutshof von Pouy, 1857 erbaut, seit 2010 Monument historique

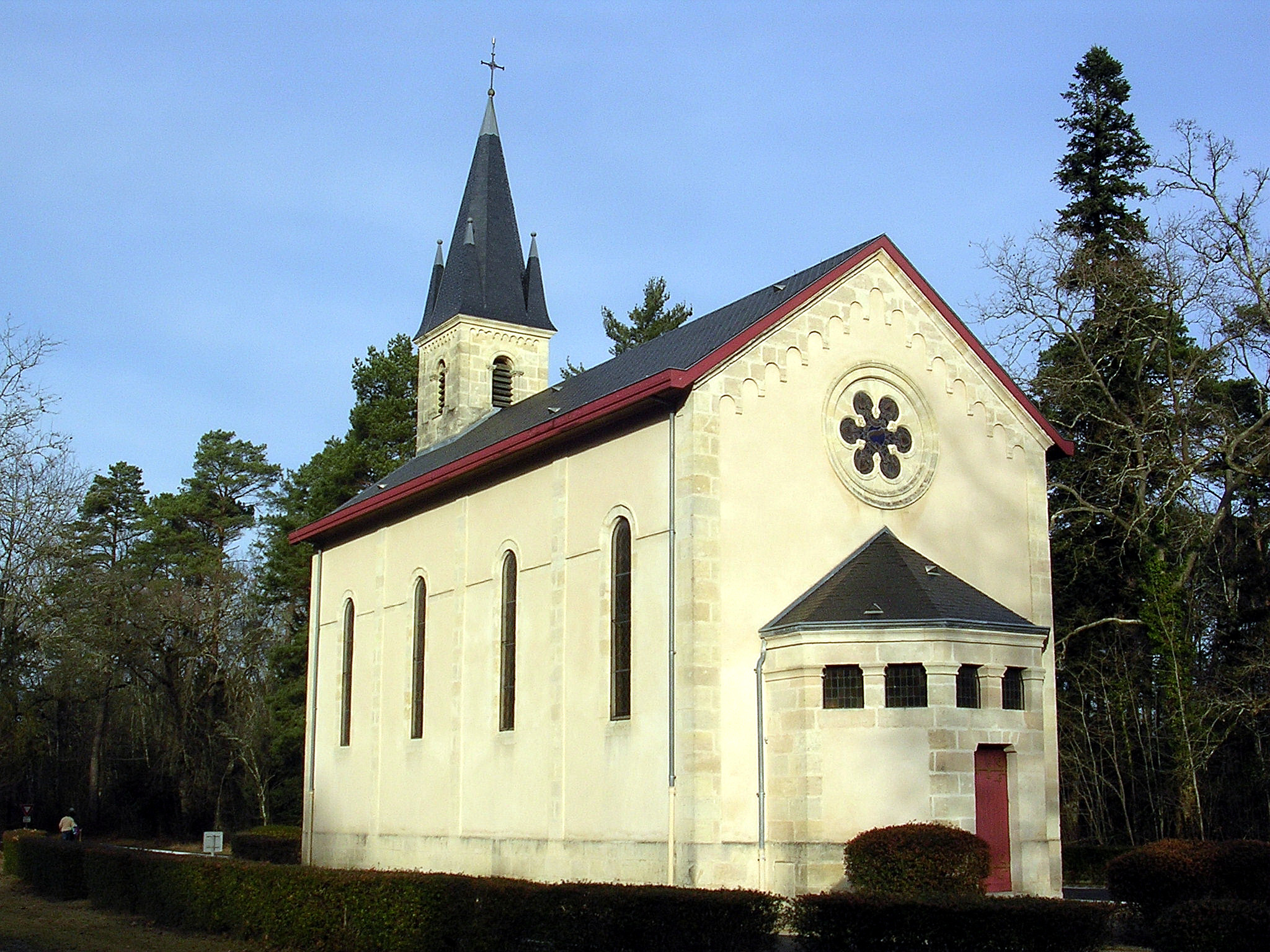
Kirche Sainte-Eugénie
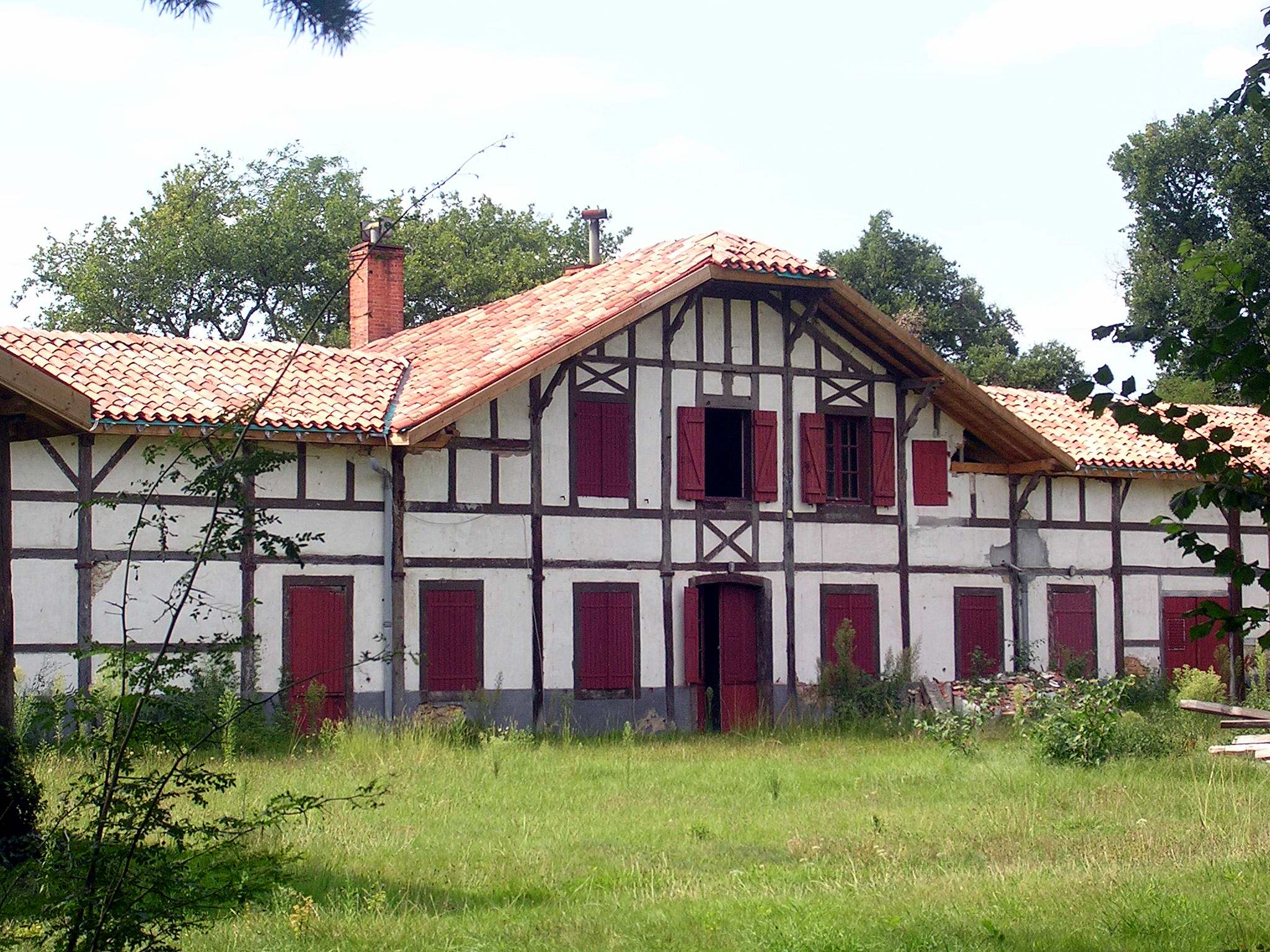
Gutshof von Pouy
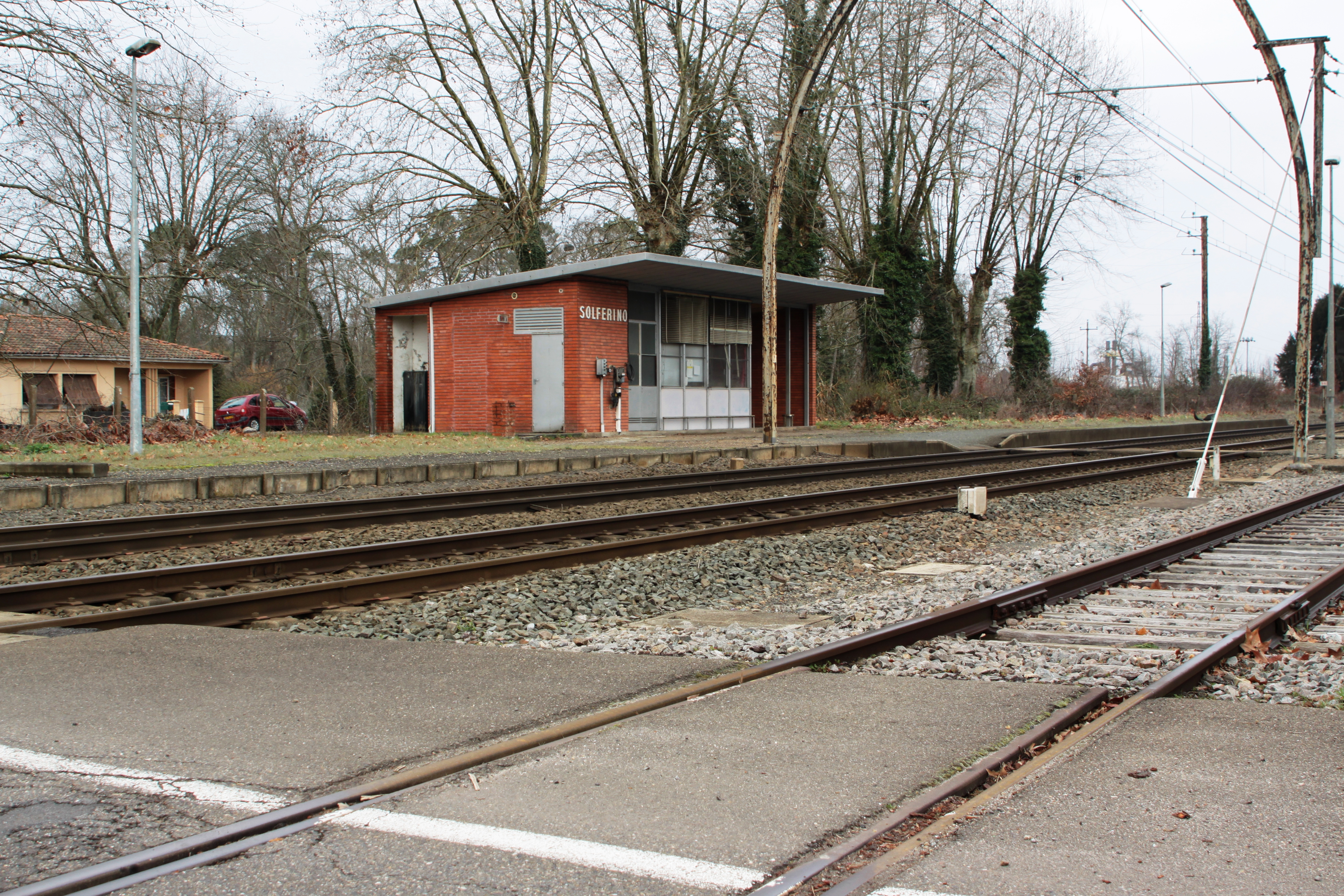
Bahn-Haltepunkt Solférino

## Gemeindepartnerschaft
Mit der italienischen Gemeinde Solferino in der Lombardei besteht seit 1963 eine Partnerschaft.